# 約翰·A·賴斯 (政治人物)
約翰·阿什利·賴斯（1832年3月17日—1906年8月18日）是一名美國醫生、外科醫生和民主黨政治人物。他在威斯康辛州參議院任職6年，代表沃基肖郡。

## 生平
賴斯在1832年3月17日出生於紐約州提康德羅加。1851年，他從凱斯西儲大學醫學院畢業，並搬到威斯康辛州默頓。賴斯在1852年與卡羅琳·卡斯維爾（Caroline J. Caswell）結婚。在她於1864年去世之前，他們共有4個孩子。賴斯在1906年8月18日於威斯康辛州哈特蘭逝世。

## 事業
1869年，賴斯首次當選為第10區的參議院議員。1871年，他是威斯康辛州副州長的候選人，但輸給了米爾頓·皮迪特。此外，賴斯曾擔任過學校校長和默頓鎮委員會的主席。